# Dendi (tỉnh)
Dendi (hay Dandi, Dendiganda) là một tỉnh cũ của Đế quốc Songhai. Các đô thị chính của nó ngày nay là Gaya ở Niger, Kamba ở Nigeria và Malanville ở Bénin.

## Văn hóa
Giống như Birni-N'Konni và Dogondoutchi, Dendi là trung tâm của giáo phái Bori, gần như biến mất hoàn toàn do hậu quả của quá trình Hồi giáo hóa vào giữa những năm 1950. Các thương nhân di chuyển từ các vùng khác đã biến vùng tam giác biên giới này trở thành trung tâm thương mại quan trọng trong nửa sau của thế kỷ 20, nơi các sản phẩm nông nghiệp như gạo, kê và ngô từ các vùng khác được trao đổi.